# الفرع الرسغي الراحي للشريان الزندي
الفرع الرسغي الراحي للشريان الزندي ( فرع الراحي الرسغي)هو عبارة عن وعاء صغير يقطع الجزء الأمامي من رسغ اليد تحت الأوتار من المثانة المرتجعة المرنة ، و مفاغرة مع الفرع المقابل من الشريان الكعبري.